# 中原

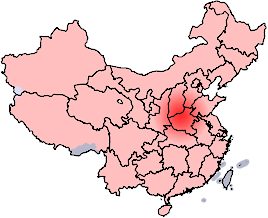
中原

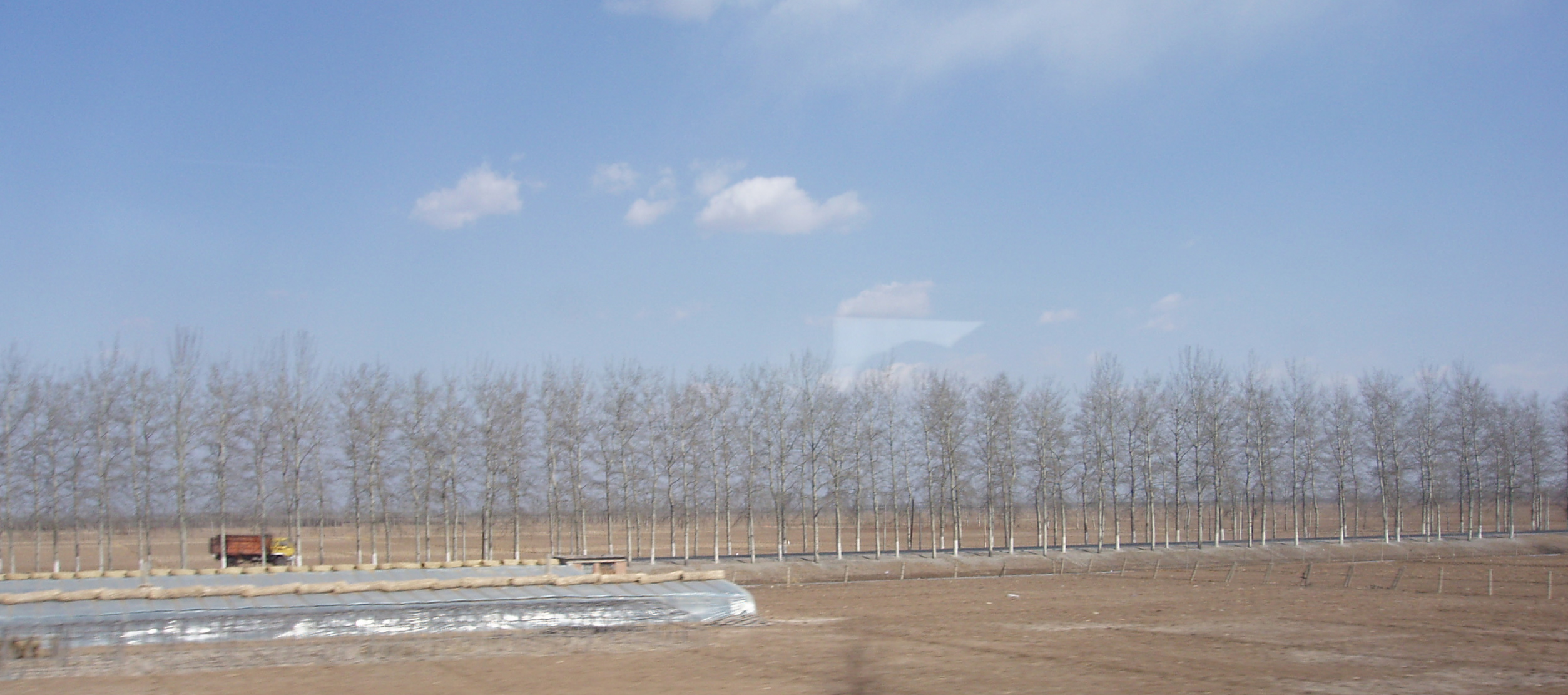
冬の華北平原

中原（ちゅうげん）は中華文化の発祥地である黄河中下流域にある平原のこと。狭義では春秋戦国時代に周（東周）の王都があった現在の河南省一帯を指していたが、後に漢民族の勢力拡大によって広く黄河中下流域を指すようになり、河南省を中心として山東省の西部から、河北省・山西省の南部、陝西省の東部にわたる華北平原を指すようにもなった。
古代でいわゆる「中国」や「中州」、「中土」と同義で、異民族から隔てられる文明の中心地という意味があった。その後、南方へと発展していった漢族にとって中原は民族の発祥の地とされてきた。また、周王のいたこの地域は権力の象徴とみられることがあり、即ち覇権争いの場、または覇権そのものを指す言葉として用いられ、魏徴の詩から「中原に鹿を逐う」という成語が生まれた。
中原という用語に対して、「関中」という用語は黄河の函谷関より上流域と黄河に流れ込む渭水流域を指し（現在の中心都市は西安）、西周と秦の故地で、両用語共に黄河文明に属し、長江文明に対する。